# Orgaz
Orgaz és un municipi de la província de Toledo, a la comunitat autònoma de Castella la Manxa. Limita amb Chueca i Villaminaya al nord, Mascaraque, Mora i Manzaneque a l'est, Los Yébenes i Marjaliza al sud, i Mazarambroz, Sonseca i Ajofrín a l'oest.

## Demografia
| 1996  | 1998  | 1999  | 2000  | 2001  | 2002  | 2003  | 2004  | 2005  | 2006  |
| ----- | ----- | ----- | ----- | ----- | ----- | ----- | ----- | ----- | ----- |
| 2.670 | 2.664 | 2.668 | 2.672 | 2.666 | 2.671 | 2.720 | 2.739 | 2.762 | 2.732 |

## Administració
| Període      | Nom de l'alcalde/-essa                                                    | Partit polític | Data de possessió |
| ------------ | ------------------------------------------------------------------------- | -------------- | ----------------- |
| 1979 - 1983  | Enrique Cano Torres                                                       | UCD            | 19/04/1979        |
| 1983 - 1987  | Manuel Romero-Salazar García-Aranda                                       | AP/PDP/UL      | 28/05/1983        |
| 1987 - 1991  | Manuel Romero-Salazar García-Aranda (16/01/1989) Emiliano Peces Carbonell | PP PP          | 30/06/1987        |
| 1991 - 1995  | Lucas Sánchez Calvo                                                       | PSOE           | 15/06/1991        |
| 1995 - 1999  | Manuel Romero-Salazar García-Aranda                                       | PP             | 17/06/1995        |
| 1999 - 2003  | Lucas Sánchez Calvo                                                       | PSOE           | 03/07/1999        |
| 2003 - 2007  | Lucas Sánchez Calvo                                                       | PSOE           | 14/06/2003        |
| 2007 - 2011  | Tomás Villarrubia Lázaro                                                  | PSOE           | 16/06/2007        |
| 2011 - 2015  | n/d                                                                       | n/d            | 11/06/2011        |
| 2015 - 2019  | n/d                                                                       | n/d            | 13/06/2015        |
| 2019 - 2023  | n/d                                                                       | n/d            | 15/06/2019        |
| Des del 2023 | n/d                                                                       | n/d            | 17/06/2023        |